# Mariano Uceda
Mariano Uceda Valdelvira (* 30. Januar 1922 in Beas de Segura, Provinz Jaén) ist ein ehemaliger spanischer Fußballspieler auf der Position eines Stürmers.

## Laufbahn
Uceda begann seine Laufbahn 1941 bei Atlético Aviación und spielte anschließend für Real Saragossa (1944–1947), den FC Sevilla (1947–1949) und Real Sociedad Deportiva Santander (1949–1951). Mit den Sevillistas gewann Uceda 1948 den spanischen Pokalwettbewerb und war mit seinen drei Treffern zum 4:1-Finalsieg gegen Celta Vigo maßgeblich an diesem Erfolg beteiligt. 1950 gewann er mit Santander die Zone Nord der Segunda División, wodurch der Aufstieg in die Primera División gelang.
Die beiden folgenden Spielzeiten 1951/52 und 1952/53 verbrachte er in Mexiko beim Puebla FC, mit dem er 1953 den mexikanischen Pokalwettbewerb gewann. Nach diesem Erfolg ging er in seine Heimat zurück, wo er in der Saison 1953/54 beim Erstliga-Aufsteiger CA Osasuna spielte, mit dem er am Saisonende wieder abstieg und somit seine letzte Saison als Profispieler (1954/55) noch einmal in der Segunda División verbrachte.

## Erfolge
- Spanischer Pokalsieger: 1948 (mit Sevilla)
- Meister der Segunda División Nord: 1950 (mit Santander)
- Mexikanischer Pokalsieger: 1953 (mit Puebla)